# Nhà thờ Dòng Tên ở Warszawa
Nhà thờ Dòng Tên ở Warszawa (tiếng Ba Lan: Kościół Jezuitów), còn được gọi là Nhà thờ Đức Mẹ Nhân Từ (Kościół Matki Bożej Łaskawej) là một nhà thờ được trang hoàng lộng lẫy tại phố cổ Warszawa, Ba Lan. Nhà thờ nằm trên phố Świętojańska, ngay sát nhà thờ Thánh Gioan Baotixita và là một trong những nhà thờ được xây theo trường phái kiểu cách đẹp nhất tại Warszawa.

## Lịch sử
Nhà thờ Dòng Tên ban đầu được xây dựng dưới thời vua Sigismund III Vasa theo sáng kiến của Piotr Skarga, cho các tu sĩ Dòng Tên vào năm 1609. Tòa chính điện được xây từ năm 1609 đến năm 1626 theo trường phái kiểu cách Ba Lan bởi kiến trúc sư Jan Frankiewicz.

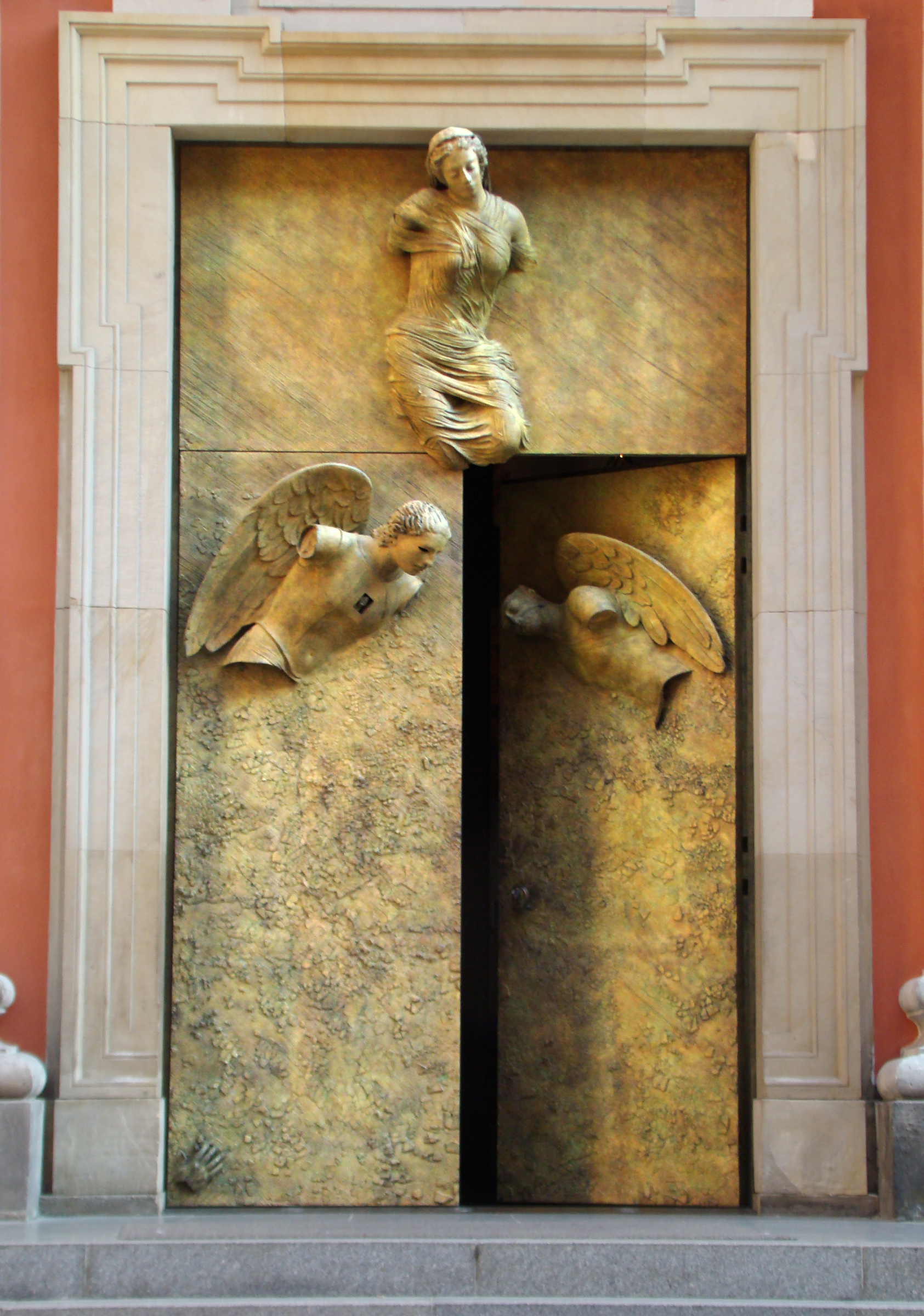
Cổng nhà thờ được chế tác bởi Igor Mitoraj

Năm 1633, nhà thờ được xây thêm một tiền sảnh và một năm sau đó thì có thêm vị trí đứng cho đội hợp xướng. Vào những năm 1640, Hồng y Charles Ferdinand Vasa đã cho lắp thêm một bàn thờ bằng bạc vào nhà thờ. Đáng tiếc, sang đến năm 1656, nhà thờ đã bị cướp phá gây thiệt hại đáng kể.
Nhà thờ được Giáo hoàng Innôcentê X tặng biểu tượng Đức Mẹ Ban Ơn (Matka Boża Łaskawa) và trao vương miện vào năm 1651. Nhà thờ ngày càng trở nên linh thiêng hơn, đặc biệt là sau trận đại dịch vào năm 1664, khi người ta tin rằng chính biểu tượng Đức Mẹ Ban Ơn đã cứu lấy cả thành phố.
Những năm sau đó, nhà thờ ngày càng được bài trí công phu hơn với đồ nội thất kiểu baroque, bàn thờ và mặt sàn thì được làm từ đá cẩm thạch. Ngoài ra, nhà thờ cũng có thêm hai nhà nguyện nữa. Tuy nhiên, kể từ năm 1773, khi Dòng Tên bị giải thể, nhà thờ đã phải thay đổi chủ sỡ hữu nhiều lần. Có giai đoạn, nhà thờ Dòng Tên chỉ còn là nhà thờ của một trường học rồi còn bị hạ cấp xuống làm kho chứa đồ, sau đó nhà thờ được trao lại cho Dòng linh mục Piarist. Các tu sĩ Dòng Tên đã không lấy lại được nhà thờ chỉ cho đến khi chiến tranh Thế giới thứ Nhất kết thúc. Sang những năm 1920 và 1930, nhà thờ đã được trùng tu và cải tạo lại.
Trong chiến tranh Thế giới thứ Hai, sau khi quân Đức đàn áp cuộc khởi nghĩa Warszawa, thì nhân tiện đã san bằng luôn Nhà thờ Dòng Tên. Tất cả những gì còn lại của một nhà thờ bốn trăm năm tuổi chỉ còn là một đống đổ nát. May thay, đến giữa những năm 1950 và 1973, nhà thờ đã được xây lại theo phong cách nghệ thuật tối giản.

## Nơi an táng
- Karol Ferdynand Vasa
- Maciej Kazimierz Sarbiewski (1595–1640), nhà thơ Latinh lỗi lạc nhất châu Âu vào thế kỷ 17

## Bia tưởng niệm
- Đài tưởng niệm Jan Tarło

## Hình ảnh

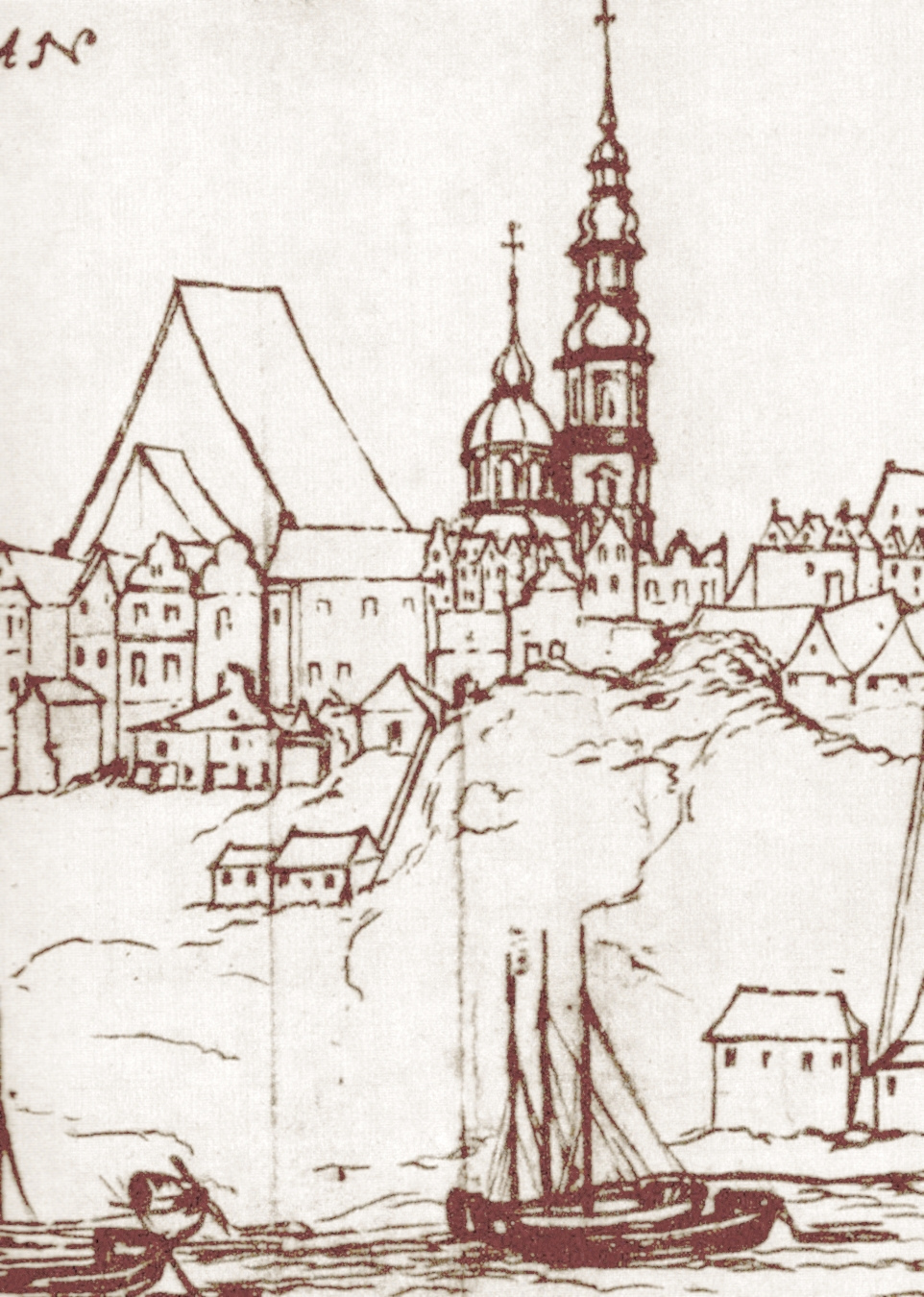
năm 1627
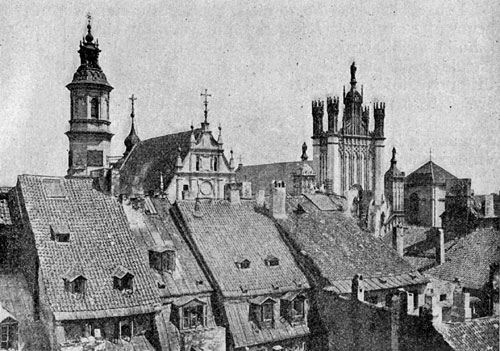
trong những năm 1920
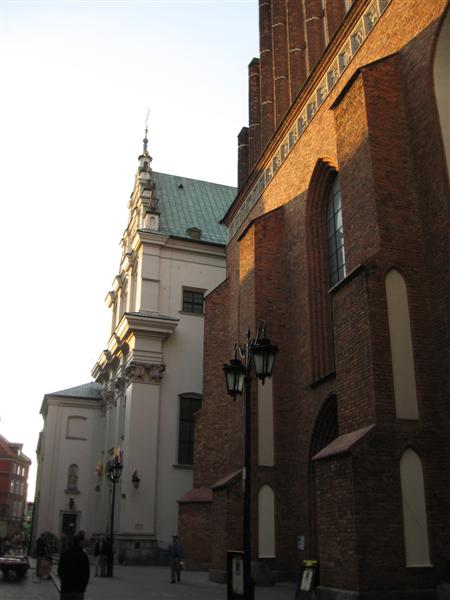
vào năm 2006